# ルムンバの叫び
ルムンバの叫び（原題 Lumumba）は、1960年6月30日、現在のコンゴ民主共和国がベルギー植民地から独立する前後数ヶ月を扱う映画。
撮影当時コンゴ民主共和国が社会的不安定であった為に、撮影はジンバブエ、ベイラ （モザンビーク）で行われた。
2000年5月14日カンヌ映画祭で初演、ベルギー、フランス、スイス、アメリカ、カナダの映画祭で上演。
ビデオ邦題は『暗殺前夜 ルムンバの叫び』。後にDVD化された際に『ルムンバの叫び』の邦題に戻った。

## キャスト
- パトリス・ルムンバ（コンゴ民主共和国初代首相） - エリック・エブアニー
- ジョゼフ・モブツ（アメリカ合衆国と共謀して、権力を握る。後のモブツ・セセ・セコ） - アレックス・デスカス
- モーリツ・ムポロ（英語版） - テオフィル・ムッサ・ソウィエ（フランス語版）
- ジョゼフ・カザヴブ（コンゴ民主共和国初代大統領） - マカ・コットー（英語版）
- ゴドフロワ・ムノンゴ（英語版） - デュドネ・カボンゴ（英語版）
- モイゼ・チョンベ - パスカル・ンゾンジ（英語版）
- Walter J. Ganshof Van der Meersch（フランス語版） - アンドレ・デバー（フランス語版）
- ジョセフ・オキト（英語版） - シェイク・ドクレ（フランス語版）
- Thomas Kanza（英語版） - オマール・ディオップ・マケナ
- ポーリーン・ルムンバ - マリアム・カバ
- エミール・ヤンセン（英語版） - ルディ・デルヘム

## 議論
2002年にHBOがこの映画を放映しようとした時、フランク・カールッチ（元アメリカ合衆国国防長官、政策顧問）は劇中での自分への言及を削除するように働きかけ、論争を引き起こした。
問題となったのは、ベルギーとコンゴの政府当局者がルムンバの殺害を決定するシーンであった。このシーンへの意見を求められたカールッチは、アメリカ政府が他国の内政問題に関与するようなことはないとつぶやいた。当時、在コンゴ米大使館の二等書記官であったカールッチは、ルムンバの殺害において何らかの役割を果たしたことを否定し、「そのシーンは偏向しており、でたらめであり、中傷的である。そのような出来事は決して起こらなかった、卑劣である」と語った。
一説によると、HBOでの放映時、カールッチは自分が出てくるシーンを削除させたとされる。あるいは、問題のシーンは削除されず、劇中において「カールッチ」という単語をビープ音で消し、エンドロールの名前を消しただけであるとする説もある。

## 脚註
1. ↑  http://imdb.com/title/tt0246765/business
2. ↑  http://www.hbo.com/films/lumumba/index.html
3. ↑  Shorrock, Tim (2002年3月14日). “Company Man”. The Nation 2006年8月26日閲覧。
4. ↑  Laurier, Joanne (2002年3月15日). “"Carlucci" bleeped from HBO version of Lumumba”. World Socialist Web Site. 2006年8月26日閲覧。